# بافلو نیوز
بافلو نیوز (انگلیسی: The Buffalo News)، یک روزنامه روزانه است که از سال ۱۸۸۰ تاکنون در منطقه بافلو، نیویورک منتشر می‌شود. شرکت برکشایر هاتاوی صاحب امتیاز این روزنامه است که متعلق به وارن بافت است. در حال حاضر، مایک کانلی سردبیر این روزنامه است.